# Krutyje Wierchi (obwód kurski)
Krutyje Wierchi (ros. Крутые Верхи) – wieś (sieło) w Rosji, w obwodzie kurskim, w rejonie manturowskim. W 2021 liczyła 107 mieszkańców.